# Daimler M9856
Il Daimler M9856 era un motore a scoppio prodotto dal 1926 al 1928 dalla Casa automobilistica tedesca Daimler Motoren Gesellschaft.

## Storia e caratteristiche
Questo motore nasceva da una profonda rivisitazione del 6.3 litri M9456 montato sulle Mercedes 24/100/140 PS, note anche come Mercedes-Benz Typ 630, introdotte nel 1924 ed in seguito commercializzate con il marchio Mercedes-Benz.

Si tratta di uno dei capolavori di ingegneria partoriti dalla brillante mente di Ferdinand Porsche, all'epoca capoufficio tecnico alla Daimler Motoren Gesellschaft, subentrato nel 1923 a Paul Daimler, il quale aveva lasciato la Casa fondata da suo padre per approdare alla Horch.

Partendo dal 6.3 litri originale, Porsche ha aumentato di 4 mm l'alesaggio, portato da 94 a 98 mm, mantenendo inalterata la misura della corsa, ferma a 150 mm. Come risultato si ottenne una cilindrata maggiorata, pari a 6789 cm³.

Invariato lo schema della distribuzione ad un albero a camme in testa. L'alimentazione era affidata ad un carburatore Mercedes.

Il rapporto di compressione era di 4.7:1, come nella versione base del motore M9456.

Imponente il sistema di raffreddamento, che trovava la sua sede nel monumentale radiatore da ben 24 litri. Notevole, per quanto riguardava la lubrificazione, era anche la coppa dell'olio, realizzata in maniera assai fine, tanto da non richiedere neppure la guarnizione!

Anche questo motore, come quello da cui derivava, era caratterizzato dalla sovralimentazione mediante compressore volumetrico Roots, un dispositivo che entrava in funzione automaticamente non appena veniva premuto a fondo il pedale dell'acceleratore. Se ciò non veniva richiesto dal conducente, il motore funzionava in modalità aspirata. Esistevano quindi due modalità di funzionamento. Quella aspirata, relativa ad andature tranquille, e quella sovralimentata con prestazioni sensibilmente superiori.

Sono esistite tre varianti del motore M9856. due di esse hanno trovato applicazione sulle prime Mercedes-Benz Typ S, prodotte tra il 1926 ed il 1928, mentre la terza è stata montata su una delle varie evoluzioni realizzate sulla base del modello Typ 630 K, per essere utilizzata solo in ambito agonistico. Di seguito vengono riassunte le caratteristiche ed applicazioni delle tre varianti del motore M9856:
| Variante N° | Rapporto di compressione | Potenza max mod.aspirata (CV/rpm) | Potenza max mod.sovralim. (CV/rpm) | Coppia max (Nm/rpm) | Applicazioni                      | Anni di produzione |
| ----------- | ------------------------ | --------------------------------- | ---------------------------------- | ------------------- | --------------------------------- | ------------------ |
| 1.          | 4.7                      | 120/3000                          | 180/3200                           | 432/1850            | Mercedes-Benz 26/120/180 PS Typ S | 1926-27            |
| 2.          | 5                        | 140/3100                          | 180/3200                           | 432/1850            | Mercedes-Benz 26/140/180 PS Typ S | 1926-27            |
| 3.          | 5                        | 130/3100                          | 180/3300                           | 432/1850            | Mercedes-Benz 26/130/180 PS Typ K | 1927-28            |

In pratica, con la sigla M9856 vengono indicati i primi motori M06, tant'è vero che spesso molte fonti indicano come M06 anche gli M9856, viste i numerosissimi punti in comune.